# 外交部外交及び国際事務学院

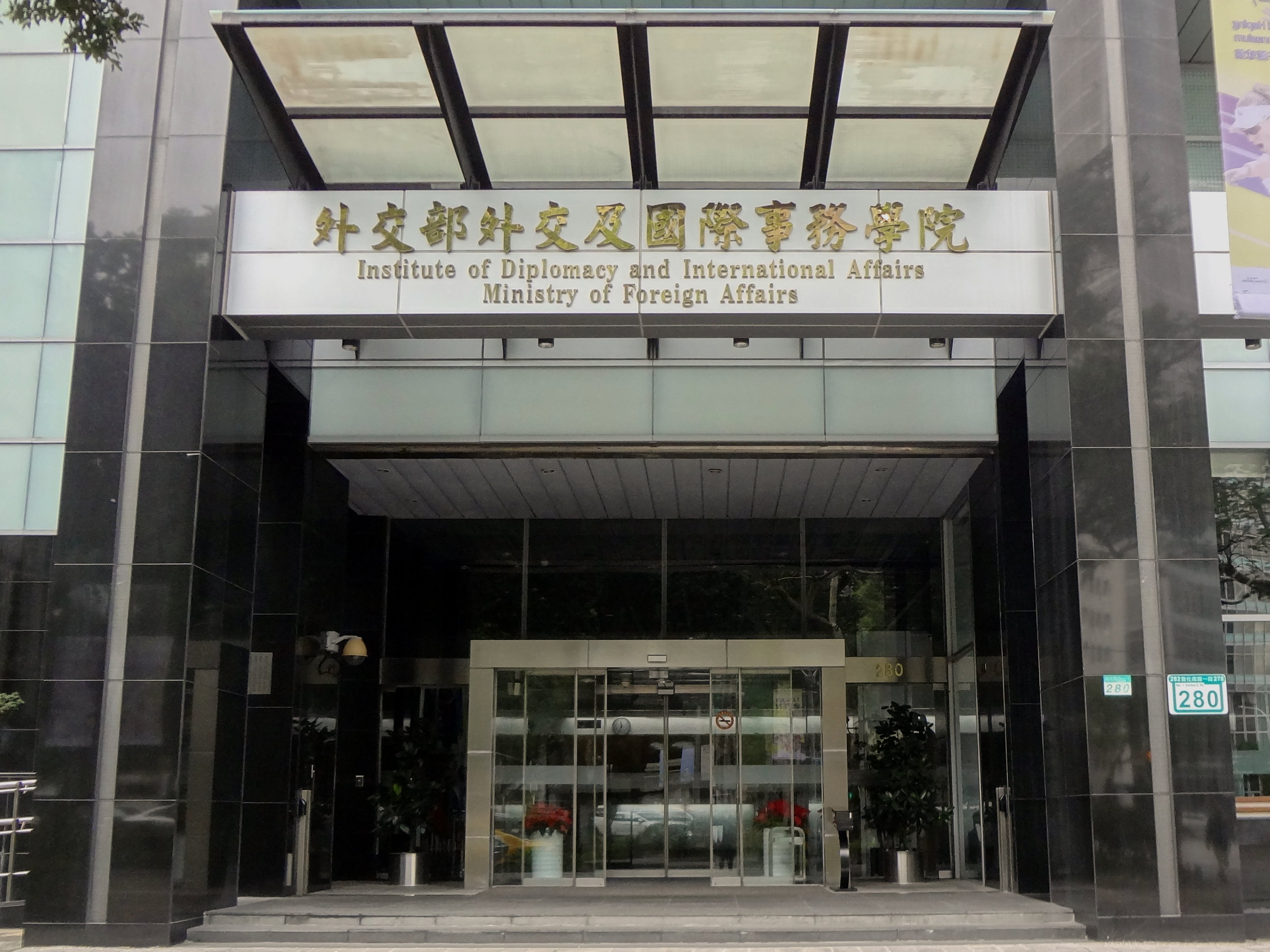
外交部外交及び国際事務学院の門

外交部外交及び国際事務学院（がいこうぶがいこうおよびこくさいぎょうむがくいん、繁体字中国語: 外交部外交及國際事務學院、英語: Institute of Diplomacy and International Affairs、略称: IDIA）は、中華民国外交部所属の教育機関であり、外務大学を紹介し、さまざまな中央省庁の職業訓練、外交部員の現職研修、外交アカデミー、シンクタンクとの学術交換を担当している。

## 歴史
- 1969年1月、外交部により「外交部外交領事人員訓練所」を設立され、台北市金華通りにある新華大学月涵堂辦月涵堂辦（ユエハンホール）の事務所を利用して、中華民国の外交領事館新規者を養成。初代監督は呉南如（中国語版）[1]。
- 1971年4月30日、立法府が「外交部外交領事人員講習所組織條例」を制定[1]。
- 1971年5月、外交領事館研修所は「外交部外交領事人員講習所」に改称され、新華大学の越漢ホールから外交部庁舎に移転した[1]。
- 1977年7月、外交および領事館のスタッフワークショップは、中華民国の旧フィリピン大使館、台北市仁愛路に移された[1]。
- 2001年10月、外交領事館研修所は新館を再建し、一時的に台北市大安区辛亥路第185号第2節（中央ベストビル）に移転した。境向聯合建築師事務所（Jingxiang United Architects）による設計と監督、および中華工程（中国語版）（BES Engineering）の建設請負によって、2003年12月、新館が落成した[1]。
- 2004年3月、外交部は行政院から「外交学院警備小組」の設立を承認され、「外交部外交学院組織條例草案」は行政院から立法元に審議のために送付され、 2004年6月9日、新館が完成・開業すると同時に、「外交領事人員講習所」「外交学院警備小組」も設立[1]。
- 2011年10月28日、立法院は3度の審議で、外交部の外務・国際問題学部の有機法を可決[1]。
- 2012年9月1日、行政院の組織改革に伴い、「外交部及び国際事務学院」が設立された[1]。

## 組織構造
- 院長：外交部の次官または執行次官が兼任する[2]
- 副院長[2]
- 事務局長[2]
- 研究者[2]
- 研究交流グループ[2]
- トレーニング計画グループ[2]
- 秘書室[2]
- 会計士[2]

## 参照
1. 1 2 3 4 5 6 7 8  “關於外交學院”.   外交部外交及國際事務學院. 2014年12月20日時点のオリジナルよりアーカイブ。2014年12月1日閲覧。
2. 1 2 3 4 5 6 7 8  “組織架構”.   外交部外交及國際事務學院. 2014年12月20日時点のオリジナルよりアーカイブ。2014年12月1日閲覧。